# Stumpfer Turm (Bad Salzuflen)

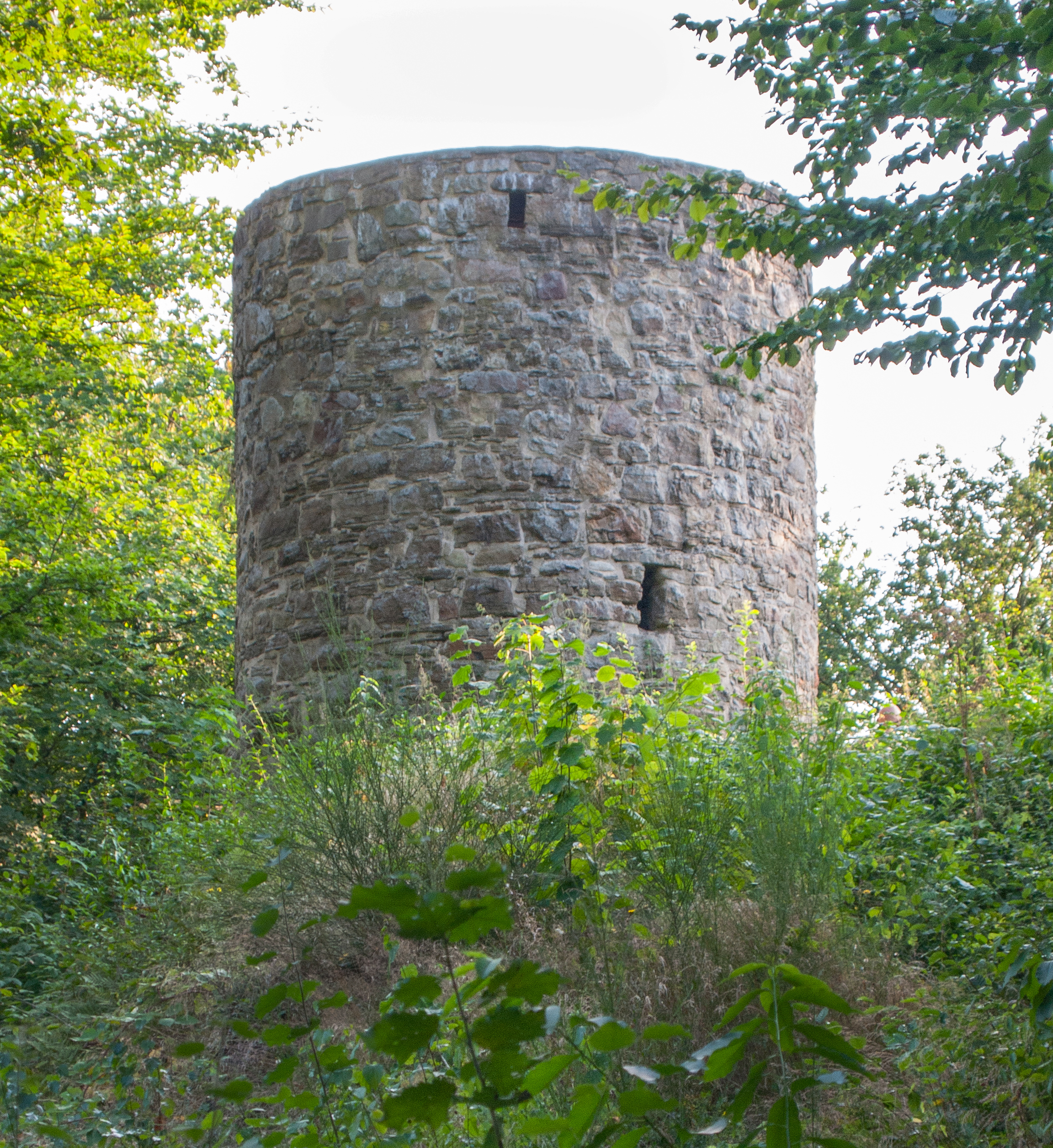
Der Stumpfe Turm (2012)

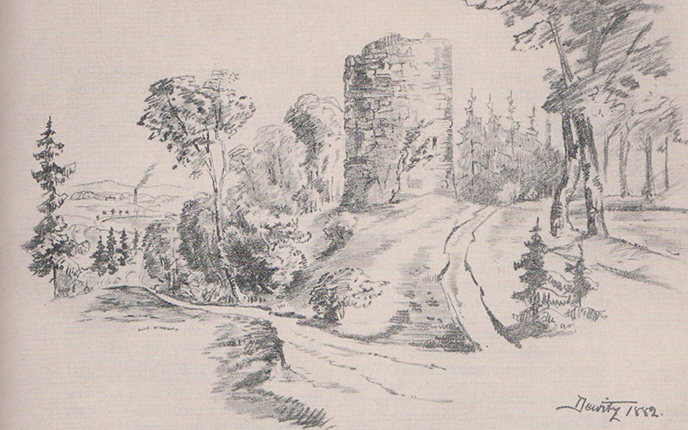
Bleistiftzeichnung von Carl Dewitz (1882)

Der sogenannte Stumpfe Turm steht an der Alten Vlothoer Straße im Norden der Stadt Bad Salzuflen im nordrhein-westfälischen Kreis Lippe in Deutschland.
Die noch erhaltene Turmruine steht unter Denkmalschutz. Sie wurde am 29. Oktober 1990 aufgrund des Denkmalschutzgesetzes Nordrhein-Westfalen unter der Nummer 137 in die Liste der Baudenkmäler in Bad Salzuflen aufgenommen.

## Beschreibung
Der aus Bruchsteinen errichtete, runde Turm hat einen hochgelegenen, heute zugemauerten, Eingang und mehrere Schießscharten. Die ursprüngliche Höhe des Turmes wird auf etwa zehn Meter geschätzt. Die noch erhaltene Turmruine hat einen Durchmesser von etwa viereinhalb und eine Höhe von fünfeinhalb Meter.

## Geschichte
Das genaue Alter des Stumpfen Turmes ist nicht bekannt. Vermutlich wurde er in der zweiten Hälfte des 15. Jahrhunderts als Wartturm an der Salzufler Landwehr erbaut. Der Turm steht in Sichtweite zur Stadt Salzuflen, auf einer Kuppe an einem westlichen Ausläufer des Vierenbergs gelegen, an der ehemals wichtigen Handelsroute „Frankfurter Weg“ (zuvor „Via Regia“ oder „Königsweg“, später „Salzweg“) in Richtung Weser. Mit Hilfe von Licht- und Rauchsignalen konnte von hier aus die Stadt frühzeitig vor herannahenden Feinden gewarnt werden. Möglicherweise lag an Stelle des Turmes einst die nur durch schriftliche Quellen überlieferte und heute nicht mehr nachweisbare kleine Herrenburg Gestingen. Wahrscheinlich 1632, im Verlauf des Dreißigjährigen Krieges, wurde der Turm bei einem Überfall zerstört und ist seitdem nur noch als Ruine erhalten.
Aufgrund von Sandabbau am Fuß des Stumpfen Turms wurde dessen Gefüge Anfang der 1950er Jahre stark beschädigt. Kurzzeitig wurde daher sogar über die Verlegung des Turms auf die andere Seite der Alten Vlothoer Straße diskutiert. Letztendlich wurde der von der Stadt Bad Salzuflen beklagte Inhaber der Sand- und Kiesgrube auf dessen Kosten zur Wiederherrichtung und Sicherung des Turms verpflichtet.